# 大津事件
大津事件（おおつじけん）は、1891年（明治24年）5月11日に日本を訪問中のロシア帝国皇太子・ ニコライ・アレクサンドロヴィチ・ロマノフ （後の皇帝ニコライ2世）が、滋賀県滋賀郡大津町（現・大津市）で警察官・津田三蔵に突然斬りつけられ負傷した暗殺未遂事件である。湖南事件（こなんじけん）とも呼ばれる。
当時の列強の一つであるロシア帝国の艦隊が神戸港にいる中で事件が発生し、まだ発展途上であった日本が武力報復されかねない緊迫した状況下で、行政の干渉を受けながらも司法の独立を維持し、三権分立の意識を広めた近代日本法学史上重要な事件とされる。裁判で津田は死刑を免れ無期徒刑となったが収監の翌々月に死亡した。日本政府内では外務大臣・青木周蔵と内務大臣・西郷従道が引責辞任し、6月には司法大臣・山田顕義が病気を理由に辞任した。

## 経緯

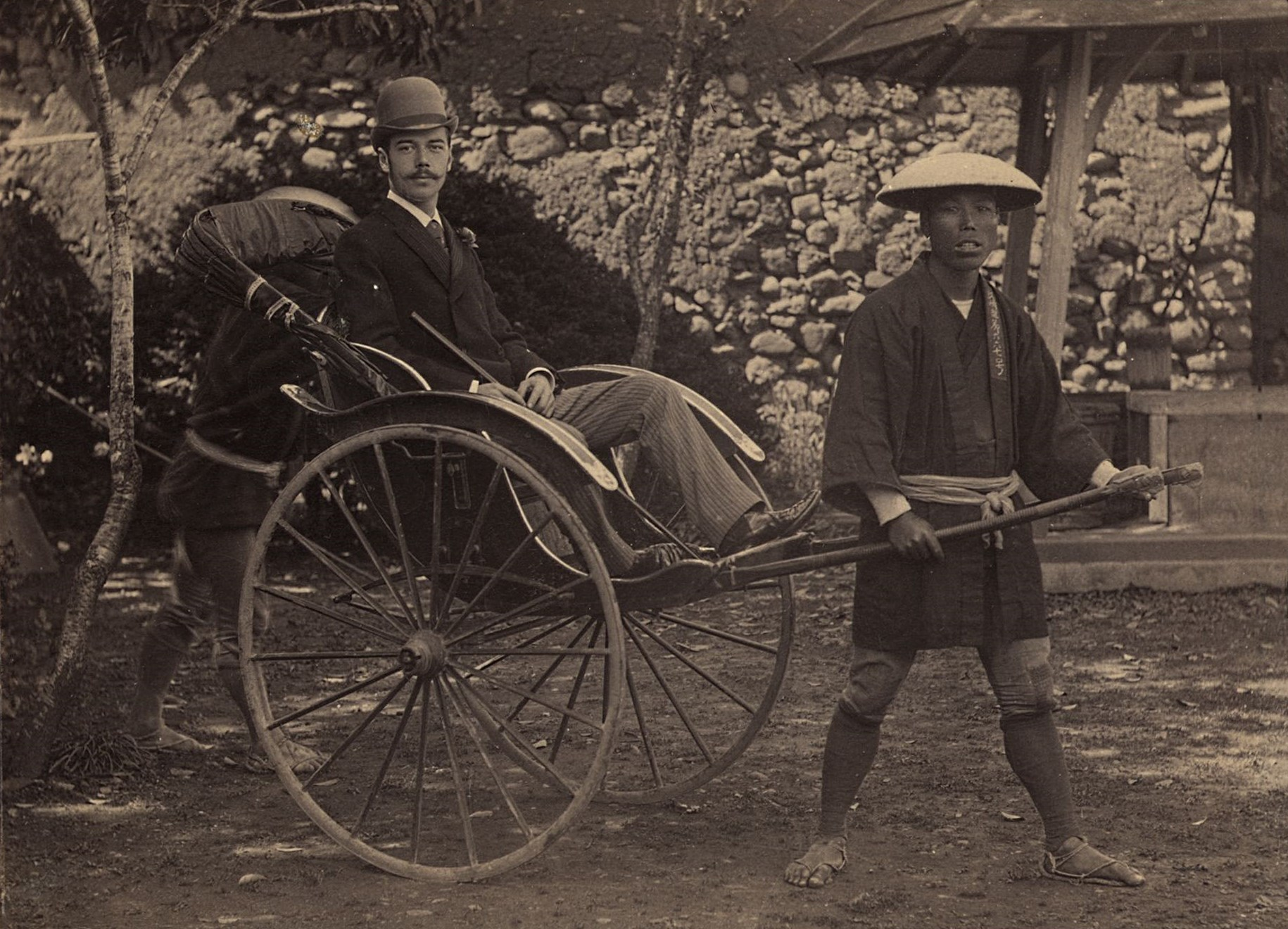
事件前に訪問した長崎でのニコライ皇太子（上野彦馬撮影）

1891年（明治24年）、シベリア鉄道の極東地区起工式典に出席するため、ニコライは御召艦「パーミャチ・アゾーヴァ」以下ロシア帝国海軍の艦隊を率いてウラジオストクに向かう途中、日本を訪問した。ニコライの一行は長崎と鹿児島に立ち寄った後に神戸に上陸、京都に向かった。いまだ発展途上であった日本は政府を挙げてニコライの訪日を接待、公式の接待係には皇族である有栖川宮威仁親王海軍大佐（巡洋艦「高雄」艦長）を任命、京都では季節外れの五山送り火まで行われた。次の訪問予定地である横浜、東京でも歓迎の準備が進められ、まさに国を挙げての一大行事であった。
5月11日昼過ぎ、京都から琵琶湖への日帰り観光で、滋賀県庁にて昼食を摂った後の帰り道、ニコライ、共に来日していたギリシャ王国王子・ゲオルギオス（ゲオルギオス1世の三男）、威仁親王の順番で人力車に乗り大津町内を通過中、警備を担当していた滋賀県警察部巡査の津田三蔵がいきなりサーベルを抜いて斬りかかり、ニコライを負傷させた（北緯35度0分25.1秒 東経135度51分53.4秒 / 北緯35.006972度 東経135.864833度）。ニコライは人力車から飛び降りて脇の路地へ逃げ込んだが、津田はニコライを追いかけなおも斬りかかろうとした。しかし津田はゲオルギオスに竹の杖で背中を打たれ、ニコライに随伴していた人力車夫の向畑治三郎に両足を引き倒され、同じくゲオルギオス付き車夫の北ヶ市(北賀市,北ケ市とも)市太郎に自身の落としたサーベルで首を斬りつけられた後、警備中の巡査に取り押さえられた。ニコライは右側頭部に9 cm近くの傷を負ったが、命に別状はなかった。威仁親王は現場に居合わせたものの野次馬に阻まれ、ニコライに近づくことができたのは津田が取り押さえられた後だった。

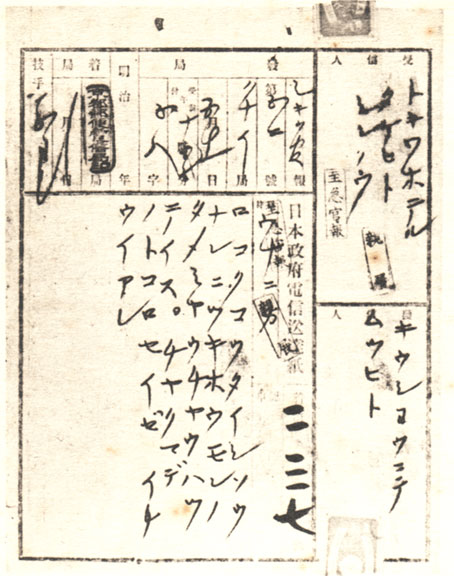
威仁親王からの行幸要請に対する明治天皇の返電

留学や軍事視察の経験から国際関係に精通していた威仁親王は、即座にこの事件を自分のレベルでは解決できない重大な外交問題と判断。随行員に命じて顛末を急いで書きまとめさせ、東京の明治天皇の元へ電報で上奏するとともに、ロシア側に誠意を見せるため天皇の京都への緊急行幸を要請した。これを受けた天皇は直ちに了解し、威仁親王に到着までのニコライの身辺警護を命ずるとともに、即刻北白川宮能久親王陸軍少将を見舞い名代のために京都へ派遣した。天皇は21時、首相松方正義伯爵を召して以下の勅語を伝達した。
同日宮内省告示第10号で翌日5月12日の京都行幸が発表され、翌日早朝、天皇は新橋駅から汽車に乗車、同日夜22時05分に京都に到着。その夜のうちにニコライを見舞う予定であったが、ニコライ側の侍医の要請により翌日へ延期され、天皇はひとまず京都御所（北緯35度1分26.9秒 東経135度45分43.5秒 / 北緯35.024139度 東経135.762083度）に宿泊した。威仁親王の兄の参謀総長熾仁親王陸軍大将も天皇の後を追って京都に到着。翌13日に天皇はニコライの宿舎である常盤ホテル（北緯35度0分41.9秒 東経135度46分10.1秒 / 北緯35.011639度 東経135.769472度）に自ら赴いてニコライを見舞い、さらには熾仁・威仁・能久の三親王を引き連れてニコライを神戸まで見送った。天皇が謝罪したものの、ロシア本国からの指示もあってニコライは東京訪問を中止し、艦隊を率いて神戸からウラジオストクへと帰国の途に就くこととなった。
帰国前日の5月19日、別離の午餐に招かれた明治天皇自らが神戸港（北緯34度41分8.2秒 東経135度11分33.3秒 / 北緯34.685611度 東経135.192583度）のロシア軍艦を訪問する際には、「拉致されてしまう」と反対する重臣達に対し、「ロシアは先進文明国である。そのロシアがなにゆえに汝らが心配するような蛮行をしなければならないのか」と制して療養中のニコライを再び見舞った。
小国であった日本が大国ロシアの皇太子を負傷させたとして、「事件の報復にロシアが日本に攻めてくる」、と日本中に大激震が走り、さながら「恐露病」の様相を呈した。学校は謹慎の意を表して休校となり、神社や寺院や教会では、皇太子平癒の祈祷が行われた。ニコライの元に届けられた見舞い電報は1万通を超え、山形県最上郡金山村（現金山町）では「津田」姓および「三蔵」の命名を禁じる条例を決議した。5月20日には、天皇の謝罪もむなしく皇太子が日本を立ち去ったことを知り、死を以って詫びるとし京都府庁の前で剃刀で喉を突いて自殺し、後に「房州の烈女」と呼ばれた畠山勇子のような女性も出現した。

### 背景

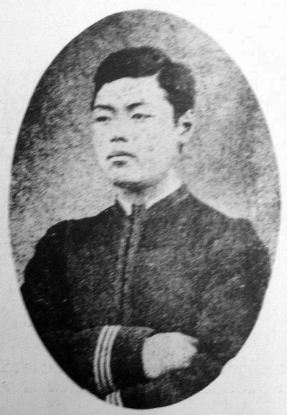
津田三蔵

犯行の原因は、津田本人の供述によれば、以前からロシアの北方諸島などに関しての強硬な姿勢を快く思っていなかったことであるという。また事件前、西南戦争で戦死した西郷隆盛が実はロシアに逃げ延び、ニコライと共に帰って来るというデマが流布されており、西南戦争で勲章を授与されていた津田は、もし西郷が帰還すれば自分の勲章も剥奪されるのではないかと危惧していたという説もある。
ただし、津田は殺意は否定しており、事件後の取り調べにおいても「殺すつもりはなく、一本（一太刀）献上したまで」と供述していたという記録もある。
他にも当時はニコライの訪日が軍事視察であるという噂もあり、シベリア鉄道もロシアの極東進出政策を象徴するものとして日本国民の反発があったことは事実である。

### 日本政府の動き
当時の日本は辛うじて欧米列強の植民地にならずに済んでいたものの、まだロシアに対抗できる軍事力を持っていなかったため、賠償金や領土の割譲をも要求されるのではないかと危惧された。また事前に青木周蔵外務大臣がドミトリー・シェーヴィチ駐日ロシア公使に対し、皇太子に危害が加えられた場合は「皇室罪」を適用すると密約しており、シェーヴィチが津田の死刑を主張し始めたことも混迷の原因となった。
政府首脳は心配の余り、津田を極刑に処するのでなければロシアに対して慰謝することにならないと考えたものの、当時の刑法においては、謀殺未遂（旧刑法292条）は死刑に一等または二等を減ずることになっていたので、重くとも無期徒刑（無期懲役）に処することしかできなかった。伊藤博文伯爵は死刑に反対する意見がある場合、憲法体制外の詔勅や憲法における戒厳令を発してでも断行すべきであると主張したが、詔勅案は枢密院書記官長伊東巳代治の反対により、戒厳案は枢密院での井上毅や田中不二麿らの反対が予想され断念した。また松方正義首相、西郷従道内相、山田顕義法相らが死刑適用に奔走した。さらに、憲法上の緊急勅令により現刑法を議会の議決なしに改正し、死刑が適用できるようにするとの案も出されたが、司法次官箕作麟祥や司法省刑事局長河津祐之らの強い反対にあい採用されなかった。青木外相、井上馨伯爵などは消極的反対、後藤象二郎逓信相などは「津田を拉致し拳銃で射殺すべし」と語ったが、伊藤に「日本は法治国家である」として叱責された。また、副島種臣枢密顧問官は、「法律もし三蔵を殺す能わずんば、種臣これを殺さん」と言っていたと伝えられる。そこで日本政府は、検事総長三好退蔵に命じて、死刑を類推適用すべく、旧刑法116条に規定する天皇や皇族に対して危害を与えたものに適用すべき大逆罪によって起訴した。

### 司法の動き
旧刑法116条は日本の皇族に対して適用されるもので、条文の解釈上、外国の皇族（王族）に関して類推適用するのはかなり無理があった。ただし裁判官の中でも死刑にすべきという意見は少なくなかった。
時の大審院院長（現在の最高裁判所長官）の児島惟謙は「法治国家として法は遵守されなければならない」とする立場から、「刑法に外国皇族に関する規定はない」として政府の圧力を跳ね除けた。要するに「国家か法か」という回答困難な問題が発生したのである。
事件から16日後の5月27日、一般人に対する謀殺未遂罪（旧刑法292条）を適用して津田に無期徒刑（無期懲役）の判決が下された。

### 公書問題
ロシアのシェーヴィチ公使は以前から日本に対して度々恫喝的な態度を取っており、この事件に関しても事件の対処にあたった青木外相、西郷内相らに死刑を強硬に要求した。事件後の6月4日には青木との密約を公表して抗議し、青木の責任問題となった（公書問題）。これに対して青木が「自分は伊藤博文と井上馨に言われて約束しただけである」と述べたが、伊藤はロシア側の真意を確かめよと指示しただけと反論し、もし自分が政府に迷惑をかけているなら枢密院議長を辞職するとした。重鎮である伊藤との対決は松方や山縣有朋も望んでおらず、責任は青木が負った。青木は「自分の手記が公表されれば伊藤と井上の首が飛ぶ」と発言し、激怒した井上によってドイツ公使へと左遷された。またロシアの抗議自体も後任外相榎本武揚の奔走で撤回された。
青木はこれにより伊藤と井上の恨みを買い、政治家としての栄達を絶たれた。とはいえ、その後も青木は第2次山縣内閣で外務大臣に再任されたほか、枢密顧問官再任や駐米大使になるなど、活躍は続けた。

### ロシアの対応
シェーヴィチ公使は、津田の無期徒刑が決定したことを知ると「いかなる事態になるか判らない」旨の発言をしている。ロシア皇帝アレクサンドル3世も暗に死刑を求めていたものの、結果的には賠償要求も武力報復も行われなかった。皇太子の負傷に関しては、皇帝も皇太子も日本の迅速な処置や謝罪に対して寛容な態度を示しており、日本がこの問題を無事解決できた理由の一つにロシアの友好的な姿勢があることは疑いない。以後、ロシアの公文書にて日本人をマカーキー（猿）と記される時期が発生したといわれているが、そういうことはなかったとの研究もある。また、日記の文面からもニコライ2世がこの事件で日本に対して嫌悪感を抱いたことはないということが窺える。

## 事件後の影響
この事件判決で司法の独立を達成したことにより、まだ曖昧だった大日本帝国憲法の三権分立の意識が広まった。
しかし
1. 大津地方裁判所で扱われるべき事件を正常な手続きなしで大審院に移したこと[注釈 9]。
2. 裁判に直接関わっていなかった児島が干渉を重ねたこと。

この2点は裁判官の独立等の問題として残った。権力の所在や運用が未熟・未分化であった時代を象徴した事件である。これらの問題、つまり三権分立や司法のあり方などが活発に議論されるようになった。また海外でも大きく報じられ、国際的に日本の司法権に対する信頼を高めた。このことは日本が近代法を運用する主権国家として、当時進行中であった不平等条約改正へのはずみとなった。ただしこの事件で青木が辞任したため、成立寸前の領事裁判権を撤廃した条約がまとまらず短期的には停滞した。

## 補足

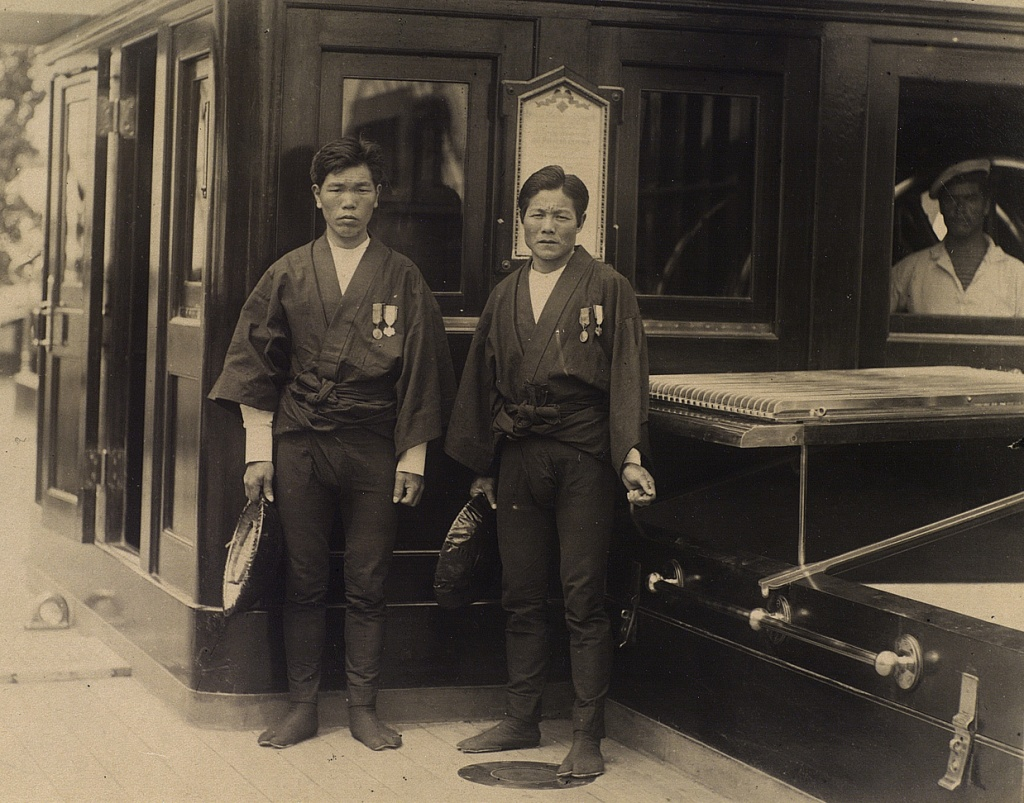
左：北賀市、右：向畑。
胸に与えられた勲章がある。

### 人力車夫
- 向畑 治三郎（むかいはた じさぶろう、1854年? - 1928年）
- 北賀市 市太郎（きたがいち いちたろう、安政6年12月3日〈1859年12月26日〉- 1914年〈大正3年〉11月3日）

この事件で津田を取り押さえるという功績を挙げた人力車夫、向畑治三郎と北賀市市太郎の二人は、事件後18日夜にロシア軍艦に招待された。この際、ニコライの要望により、正装ではなく、あえて人力車夫の服装のままで来るように要請された。そこでロシア軍水兵からの大歓迎を受けた。そしてニコライから直接聖アンナ勲章を授与され、当時の金額で2500円（現代の貨幣価値換算でおおよそ1000万円前後）の報奨金と1000円の終身年金が与えられた。日本政府からも勲八等白色桐葉章と年金36円が与えられた。当時、低い身分の職と見なされていた人力車夫に勲章を与えることはきわめて異例であり、その後も2人は国内で「帯勲車夫」と呼ばれ一躍英雄として脚光を浴びることとなった。
前科のあった向畑は博打と売春、怪しげな投機話に明け暮れ、勲章を没収された。日露戦争中には年金が停止される（ロシアは年金支給を続けたが、仲介する日本が停止した）。婦女暴行事件を起こし逮捕されている。ロシア革命でロシア政府が消滅し年金は完全に途絶え貧窮したものの、昭和期まで生きている。
北賀市は堅実に郷里の石川県で田畑を購入し地主となり、勉学を重ね郡会議員にまでなった。しかし日露戦争が始まると露探（「ロシアのスパイ」の意）扱いをされ、特に戦死者の遺族から糾弾を受けた。北賀市は家の表門に飾っていた勲章を取り外し、無実を証明するとして軍隊に志願した（受理はされなかった）。この波乱の人生をもとに1962年に勝新太郎主演で映画『鉄砲安の生涯』が制作された。なお現在は知名度は高くはないものの郷里の英雄とされ、加賀市の加茂神社に「北賀市市太郎生誕の地」の碑が立てられている。

### DNA鑑定
1993年、皇帝ニコライ2世と推定される遺骨のDNA鑑定に使うため、ニコライの手当てをした布からDNAが採取された。
1998年になり、ニコライの骨と正式に認められ、ロシア正教会はニコライ2世を、ロシア革命の犠牲者として列聖した。

#### 遺骨と血液のDNA鑑定
2007年、新たに発見された子供2人分の遺骨がニコライの行方不明の子らであるかどうか、詳細なDNA鑑定がなされた。大津で負傷したニコライの血がついたシャツは、エルミタージュ美術館に保管されていた。最初に検査にあたったマサチューセッツ・メディカル・スクール大学 (University of Massachusetts Medical School) のエフゲニー・ロガエフ教授 (Professor Evgeny Rogaev) は、「（古い血液から劣化したDNAを取り出すことは）かなり難しいだろうと思っていたが、驚いたことに非常に状態のよいDNAを抽出できた」と語った。
ロガエフ教授と、共に検査に臨んできたDirector of Research AFDILのMichael Coble博士は、1991年に発掘されていた遺骨のうち、女性の遺骨（推定アレクサンドラ）と子供3人分の遺骨がミトコンドリアDNA鑑定によって母子関係にあると証明した。新たに出てきた子供二人分の遺骨も、女性の遺骨と母子関係にあると証明した。そして、ニコライの血液のDNAにより、ニコライと父子関係にあることを確認した。
Coble博士は「遺骨がニコライとアレクサンドラの子である可能性は、そうでない可能性の実に4兆倍になる」と語った。2009年2月、2人は子供2人が行方不明だったニコライ夫妻の子・アナスタシア（またはマリア）とアレクセイであると正式に発表した。

## 大津事件を扱った作品
- 藤枝静男「凶徒 津田三蔵」講談社文庫

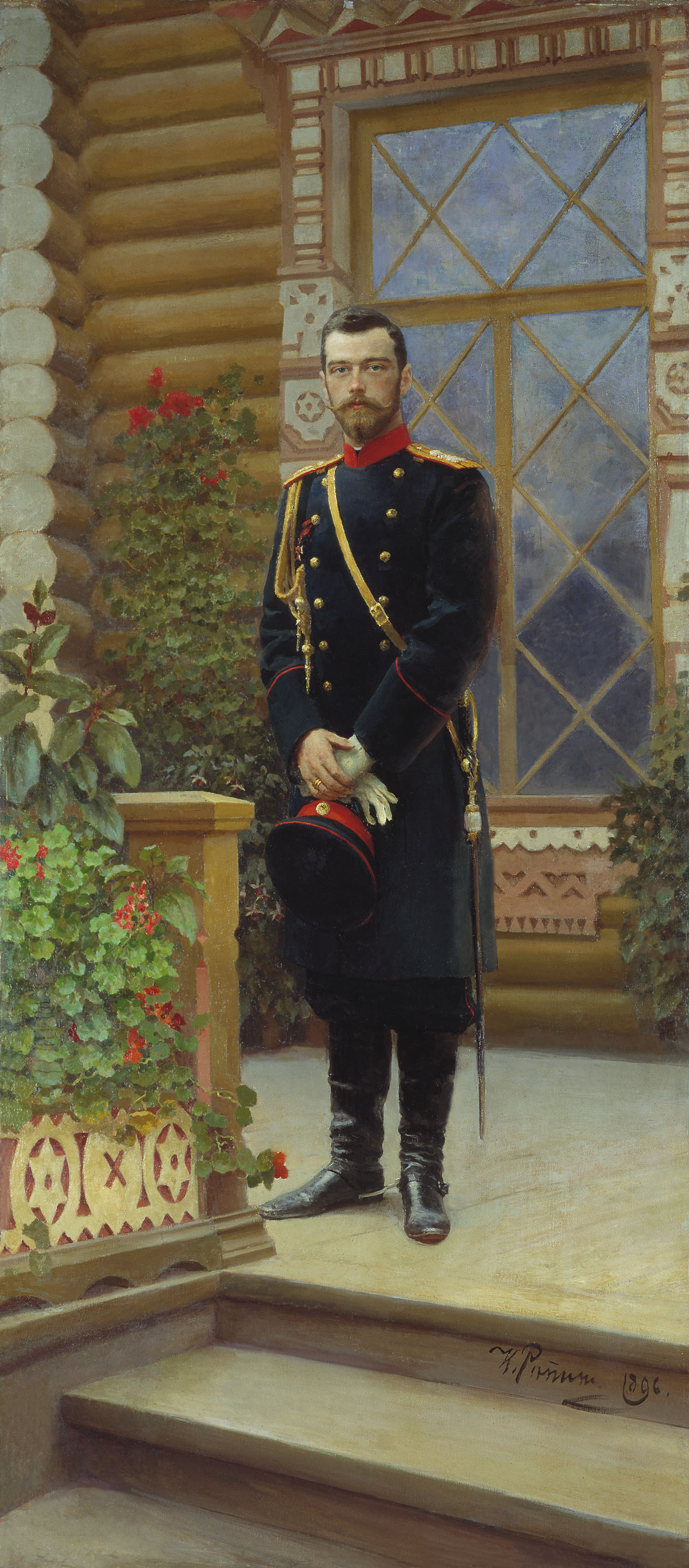
ニコライ（後のニコライ2世）

- 夏堀正元「勲章幻影 小説大津事件」中公文庫ほか
- 富岡多恵子「湖の南　大津事件異聞」新潮社 のち岩波現代文庫
- 吉村昭「ニコライ遭難」岩波書店・新潮文庫 ほか
- 佐木隆三「勝ちを制するに至れり」講談社文庫
- 山田風太郎「明治かげろう俥」短編 筑摩書房ほか
- 徳永真一郎「大津事件」短編 毎日新聞社
- 石川淳「ゆう女始末」短編　筑摩書房ほか
- 松岡圭祐「シャーロック・ホームズ対伊藤博文」講談社文庫
- 東京ヴォードヴィルショー・三谷幸喜「その場しのぎの男たち」戯曲
- リリパットアーミーII・わかぎゑふ「罪と、罪なき罪」戯曲
- 江川達也「日露戦争物語」小学館 コミック[注釈 10]

### 映像その他
- テレビドラマ『こがね虫』NHK,1961/10/25放映（主演・内藤武敏）- 襲撃犯をとりおさえた車夫のその後の人生を描いたもの[20]
- 映画『鉄砲安の生涯』大映、1962年（主演・勝新太郎、監督・木村恵吾）- 上記のドラマ「こがね虫」の映画化[21]。
- 歌謡曲『がむしゃら鉄砲安』（歌・鉄砲光三郎）- ドラマ・映画同様、救国の英雄として称えられた車夫が日露戦争によって国賊扱いとなった悲劇を歌ったもの。